# Irina Alexandrowna Romanowa

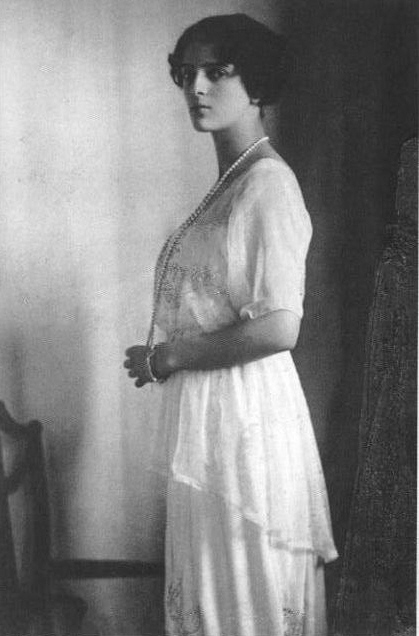
Irina Alexandrowna Romanowa (1913)

Prinzessin Irina Alexandrowna von Russland (russisch Княжна Ирина Александровна Романова; * 3. Julijul. / 15. Juli 1895greg. in Peterhof, Russland; † 26. Februar 1970 in Paris, Frankreich) war die einzige Tochter von Großfürst Alexander Michailowitsch Romanow und der Großfürstin Xenija Alexandrowna Romanowa. Sie war die einzige Nichte Zar Nikolaus II. und die Frau von Fürst Felix Jussupow, Erbe des größten Privatvermögens Russlands und einer der Männer, die 1916 Rasputin ermordeten.

## Kindheit

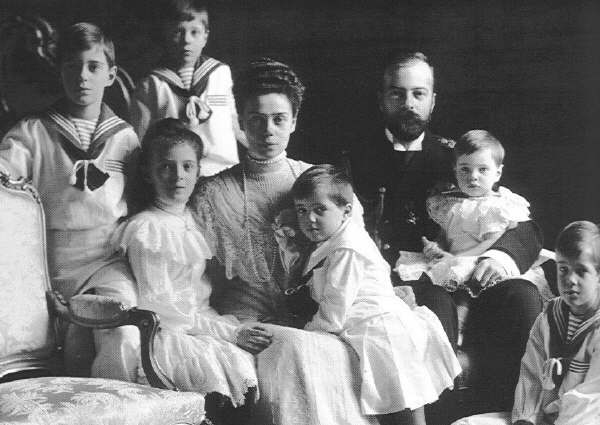
Prinzessin Irina mit ihren Eltern und Brüdern

Irina war das älteste Kind und die einzige Tochter in einer Familie mit sieben Kindern. Ihre Familie hatte, aufgrund politischer Meinungsverschiedenheiten ihres Vaters mit dem Zaren, seit etwa 1906 lange Zeit im Süden von Frankreich verbracht. Außerdem hatte ihr Vater eine Affäre mit einer amerikanischen Frau und seine Gattin Xenija häufig um die Scheidung gebeten; diese weigerte sich, ihm diese zu gewähren. Auch Xenija genoss außereheliche Affären. Irinas Eltern versuchten, ihre unglückliche Ehe vor ihren sieben Kindern zu verbergen, und Irina, ein schüchternes Mädchen mit blauen Augen und dunklen Haaren, hatte eine glückliche Kindheit. Irina wurde im Familienkreis „Titi“, oft auch „Irène“ gerufen, in der französischen Version ihres Namens, oder „Irene“, in der englischen Version. Ihre Mutter benutzte manchmal den Spitznamen „Baby Rina“. Die Romanows, die stark vom Französischen und Englischen beeinflusst waren, sprachen Französisch besser als Russisch und oft verwendeten sie untereinander die ausländischen Versionen ihrer Vornamen.

## Heirat

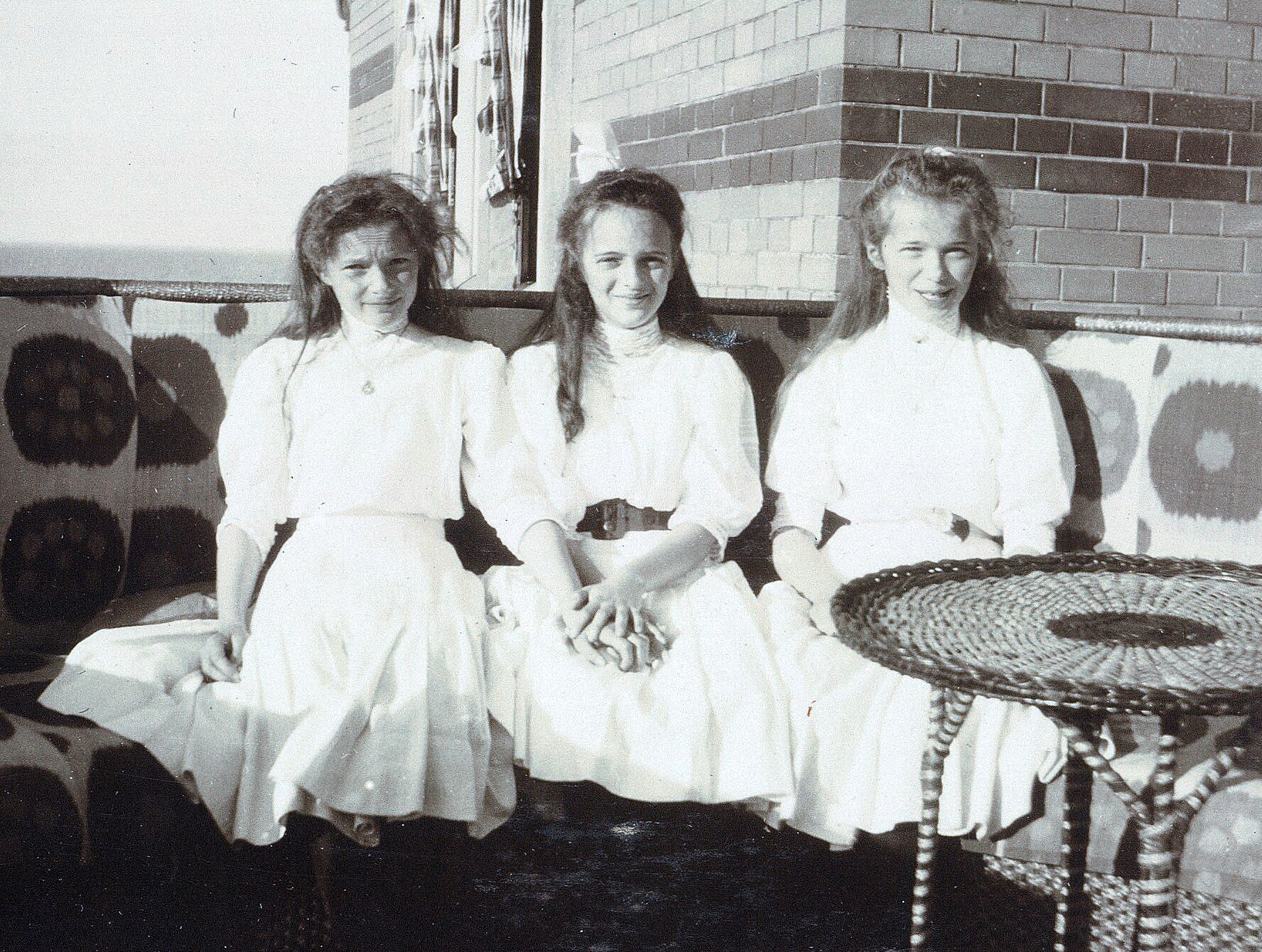
Prinzessin Irina, Mitte, mit ihren Cousinen, Großfürstin Tatiana, links, und Großfürstin Olga, rechts (ca. 1909)

Vor ihrer Heirat am 22. Februar 1914 galt Irina als eine der begehrtesten Frauen des russischen Zarenreichs. Ihr zukünftiger Mann Felix Jussupow war ein Mann voller Widersprüche: ein Mann aus reicher Familie, der die Gesellschaft damit schockte, dass er Spaß daran hatte, Damenbekleidung zu tragen, und sexuelle Beziehungen zu Männern und Frauen hatte, aber auch aufrichtig religiös und bereit war, anderen sogar dann zu helfen, wenn sich dadurch seine eigenen finanziellen Verhältnisse reduzierten. Einmal, in einem Anfall von Begeisterung, plante er, seinen kompletten Reichtum den Armen zu geben, in der Nachfolge seiner Mentorin Großfürstin Jelisaweta Fjodorowna. „Felix' Ideen sind absolut revolutionär“, hatte die ihn ablehnende Zarin Alexandra Fjodorowna einmal gesagt. Seine Mutter Sinaida überzeugte ihn, nicht all sein Geld zu verschenken, da er als ihr einziger überlebender Sohn die Pflicht habe, zu heiraten und die Familienlinie weiterzuführen. Felix, der zukünftige Mörder von Rasputin, hatte einen Horror vor dem Blutvergießen und der Gewalt des Krieges.

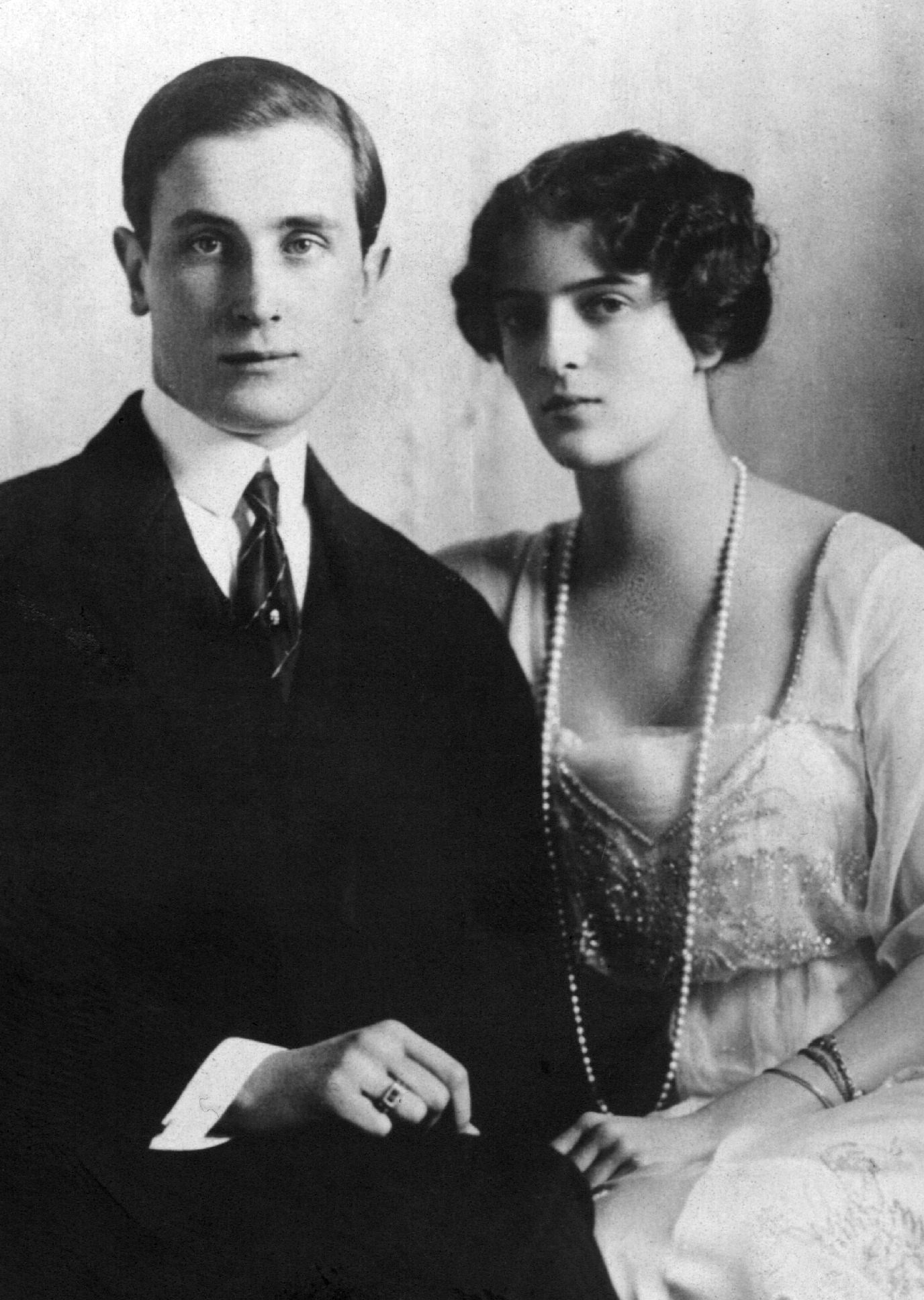
Irina Alexandrowna mit ihrem Ehemann Felix Jussupow (1915)

Felix war sich mit seinen Neigungen zur Homosexualität nicht sicher, ob er „für die Ehe passe“. Trotzdem wurde er angezogen von Irina und ihrer ikonengleichen Schönheit, als er sie zum ersten Mal bei einem Ausritt traf. Im Jahre 1910 machte er einen Besuch bei Großfürst Alexander Michailowitsch und Großfürstin Xenija Alexandrowna und war froh, als er entdeckte, dass das Mädchen, das er auf dem Reitweg gesehen hatte, deren einzige Tochter Irina war. Er erneuerte seine Bekanntschaft mit Irina 1913 und wurde dabei noch mehr zu ihr hingezogen. Jussupow schrieb, dass Irina, vielleicht weil sie mit so vielen Brüdern aufgewachsen, keine Künstlichkeit oder Mangel an Ehrlichkeit zeigte, was ihn bei anderen Frauen abgestoßen hatte.

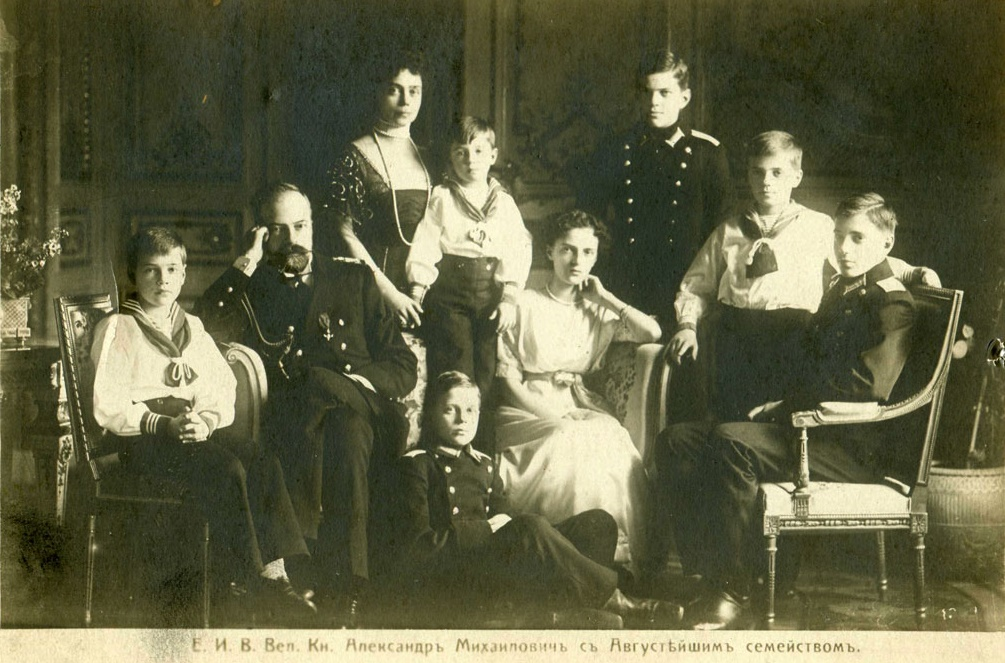
Prinzessin Irina mit ihren Eltern und Brüdern als Teenager

Irina hatte zwar für die wilde Vergangenheit Jussupows Verständnis, nicht aber ihre Eltern. Als ihre Eltern und ihre Großmutter mütterlicherseits Kaiserinwitwe Marija Fjodorowna die Gerüchte über Felix hörten, wollten sie die Hochzeit absagen. Die meisten Geschichten über ihn waren von Großfürst Dmitri Pawlowitsch Romanow verbreitet worden, Irinas Cousin und einer von Felix’ Freunden. Felix konnte Irinas Familie davon überzeugen, nachzugeben und die Zeremonie zu ermöglichen. Es war die Hochzeit des Jahres und das letzte derartige Ereignis in der russischen Gesellschaft vor dem Ersten Weltkrieg. Irina trug ein Kleid, das eher der Mode des zwanzigsten Jahrhunderts entsprach als die traditionellen Kleider, welche andere Romanowbräute bei ihrer Hochzeit trugen, als sie eine Prinzessin des kaiserlichen Hauses wurden. Sie trug eine Tiara mit Diamanten und Bergkristallen, die bei Cartier in Auftrag gegeben worden war und einen Spitzenschleier, der Marie-Antoinette gehört hatte. Irina wurde von ihrem Onkel, dem Zaren, übergeben und sein Hochzeitsgeschenk war ein Beutel mit 29 Rohdiamanten, von zirka 3 – 7 Karat. Irina und Felix erhielten auch von anderen Hochzeitsgästen eine große Auswahl an Edelsteinen. Später gelang es, viele dieser Edelsteine aus dem Land zu bringen, und nach der Oktoberrevolution nutzten sie diese, um ihren Lebensunterhalt im Exil zu bestreiten.

## Erster Weltkrieg

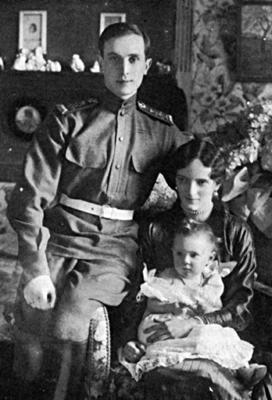
Irina und Felix mit ihrer Tochter (1916)

Die Jussupows waren auf ihrer Hochzeitsreise durch Europa und den Mittleren Osten, als der Erste Weltkrieg ausbrach. Sie wurden nach dem Ausbruch der Feindseligkeiten für kurze Zeit in Berlin inhaftiert. Irina bat ihre Cousine, Kronprinzessin Cecilie von Preußen, um eine Intervention bei ihrem Schwiegervater, dem Kaiser Wilhelm II. Dieser weigerte sich, das Paar ziehen zu lassen, bot aber den beiden eine Auswahl von drei Landsitzen zum Aufenthalt während des Krieges an. Felix’ Vater appellierte beim spanischen Botschafter in Deutschland, der ihnen die Rückreise nach Russland ermöglichte, worauf sie über das neutrale Dänemark und Finnland St. Petersburg erreichten.
Felix wandelte einen Flügel seines Moika-Palastes in ein Krankenhaus für verwundete Soldaten um, vermied aber einen eigenen militärischen Einsatz durch das Ausnutzen eines Gesetzes, das einzige Söhne vom Dienst im Krieg ausnahm. Er trat dem Kadettenkorps bei und absolvierte eine Ausbildung zum Offizier, hatte aber nicht die Absicht, in ein Regiment einzutreten. Irinas Cousine ersten Grades, Großfürstin Olga Nikolajewna Romanowa, mit der Irina als Kind sehr eng befreundet war, sprach verächtlich von Felix. Sie beschrieb ihn in einem Brief an ihren Vater als ‚absoluten Zivilisten‘, „ein Mann im Leerlauf in solchen Zeiten“.
Die einzige Tochter von Felix und Irina, Prinzessin Irina Felixowna Jussupowa, genannt Bébé, wurde am 21. März 1915 geboren. „Ich werde nie mein Glück vergessen, als ich den ersten Schrei des Kindes hörte“, schrieb ihr Vater. Irina, die ihren Namen mochte, wollte diesen an ihr erstes Kind weitergeben.

## Die Ermordung Rasputins

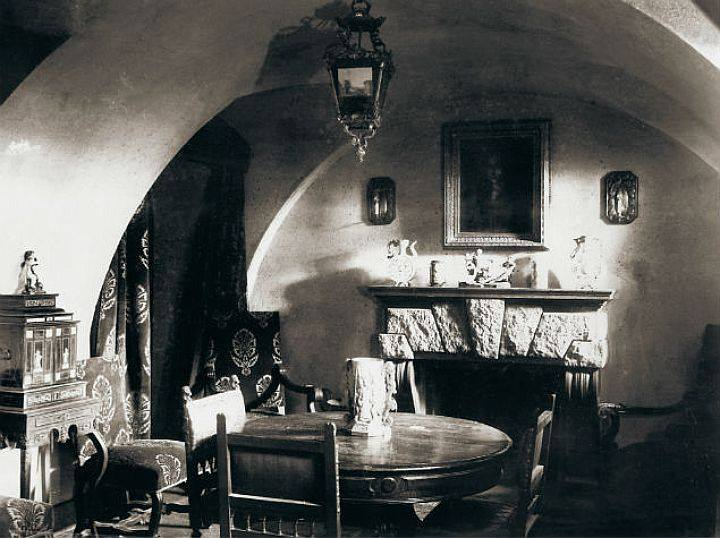
Keller des Jussupow-Palastes, wo Rasputin ermordet wurde

Sowohl Felix und Irina wussten von den Gerüchten über Rasputins Verbindung mit der sich verschlechternden politischen Situation, die immer mehr Unruhen, politische Proteste und Gewalt mit sich brachten. Jussupow und seine Mitverschwörer, darunter Dmitri Pawlowitsch, entschieden, dass Rasputin das Land zerstörte und getötet werden müsse. Felix begann damit, Rasputin zu besuchen, mit dem Versuch, sein Vertrauen zu gewinnen. Er könnte ihm gesagt haben, dass er Hilfe bräuchte, um seine homosexuellen Impulse zu überwinden und eine befriedigende Ehe mit Irina genießen zu können oder alternativ, dass es Irina sei, die Rasputins „Kur“ benötige.
Am 16. Dezember 1916, in der Nacht des Mordes, lud er Rasputin in seine Residenz im Moika-Palast ein und sagte ihm, Irina sei in der Residenz und Rasputin hätte damit eine Gelegenheit, sie zu treffen. Rasputin hatte oft Interesse an einem Treffen mit der schönen 21-jährigen Prinzessin zum Ausdruck gebracht. Irina war zu dieser Zeit jedoch bei einem Besuch auf der Krim. Irina war sich bewusst, dass Felix von einer Ermordung Rasputins gesprochen hatte und es mag ursprünglich beabsichtigt gewesen sein, dass sie sich an dem Mord beteiligte. „Auch Du musst Dich daran beteiligen“, schrieb Felix ihr vor dem Mord. „Dm[itri] Pawl[owitch] weiß alles darüber und hilft. Es wird stattfinden, in der Mitte des Dezembers, wenn Dm[itri] zurück kommt.“ Ende November 1916 schrieb Irina an Felix: „Vielen Dank für Ihren wahnsinnigen Brief. Ich verstand nicht die Hälfte davon. […] Ich sehe aus Ihrem Brief, dass Sie in einem Zustand der wilden Begeisterung sind und bereit sind auf eine Mauer zu klettern […] Ich komme nach Petrograd am 12. oder 13., so wage es nicht es zu tun ohne mich, oder ich will gar nicht kommen.“ Felix bestätigte die Planung am 27. November 1916 und beauftragte Irina, als Köder zu dienen. Eine verängstigte Irina trat plötzlich von der Planung am 3. Dezember 1916 zurück. „Ich weiß, dass wenn ich komme, werde ich sicherlich krank […] Sie wissen nicht, wie es mit mir steht. Ich will die ganze Zeit weinen. Meine Stimmung ist furchtbar. Ich hatte noch nie vorher eine wie diese […] ich weiß selbst nicht, was mit mir geschah. Drängen Sie mich nicht nach Petrograd. Komm stattdessen hierher.“ Auch am 9. Dezember 1916, warnte sie Felix, berichtet von einem vorahnenden Gespräch, das sie mit ihrer 21-Monate alten Tochter hatte: „Etwas Unglaubliches ist passiert mit Baby. Ein paar Nächte hat sie nicht gut geschlafen und wiederholte immer wieder: ‚Krieg, Nanny, Krieg!‘ Am nächsten Tag wurde sie gefragt, ‚Krieg oder Frieden?‘ Und Baby antwortete: ‚Krieg!‘ Am nächsten Tag sagte ich, ‚Sprich:Frieden.‘ Und sie sah mich direkt an und antwortete: ‚Krieg!‘ Es ist sehr seltsam.“
Irinas Bitten waren vergeblich. Ihr Mann und seine Mitverschwörer gingen ohne sie nach ihrem Plan vor. Nach dem Mord an Rasputin verbannte der Zar sowohl Jussupow als auch Dmitri Pawlowitsch. Felix wurde nach Rakitnoje geschickt, einem abgelegenen Landsitz der Jussupows in der zentralen russischen Provinz Kursk. Dmitri wurde in der Armee an die persische Front verbannt. Sechzehn Mitglieder der Familie unterzeichneten einen Brief und baten den Zaren, seine Entscheidung auf Grund der schwachen Gesundheit Dmitris zu überdenken, aber Nikolaus II. zeigte sich über die Petition erstaunt und weigerte sich, sie zu berücksichtigen. Irinas Vater „Sandro“ besuchte das Paar in Rakitnoje im Februar 1917 und fand ihre Stimmung „lebhaft, aber militant.“ Felix hoffte immer noch, dass der Zar und die russische Regierung nach Rasputins Tod auf die zunehmenden politischen Unruhen reagieren würden. Felix verweigerte Irina, Rakitnoje zu verlassen und ihre Mutter in Petrograd zu besuchen, weil er es zu gefährlich fand. Als Zar Nikolaus II. Anfang März abgedankt hatte, wurden er und seine Familie von der Provisorischen Regierung unter Hausarrest gestellt und schließlich nach Machtergreifung der Bolschewiki in Jekaterinburg am 17. Juli 1918 von der Tscheka ermordet. Da der Zar Felix und Dmitri ins Exil geschickt hatte, entkamen sie als eine der wenigen Mitglieder der Familie Romanow der Exekution während der Revolution.

## Exil
Nach der Abdankung von Zar Nikolaus II. kehrten die Jussupows in den Moika-Palast zurück und nahmen einige Juwelen und zwei Bilder von Rembrandt mit, aus deren Verkauf sie später das Leben im Exil bestreiten konnten. Sie fuhren 1919 zunächst auf die Krim, von wo aus sie zusammen mit der Zarenmutter Marija Fjodorowna, weiteren Familienmitgliedern der Romanows und nahen Verwandten auf dem britischen Schlachtschiff HMS Marlborough Russland Richtung Malta und Italien verließen, von wo aus sie mit dem Zug Paris erreichten. Auf dem Schiff genoss Felix es, mit der Ermordung Rasputins zu prahlen. Als in Italien ein Visum fehlte, bestach Felix die Beamten mit Diamanten. In Paris blieben sie ein paar Tage in Hotel Vendôme, bevor sie nach London weiterreisten.

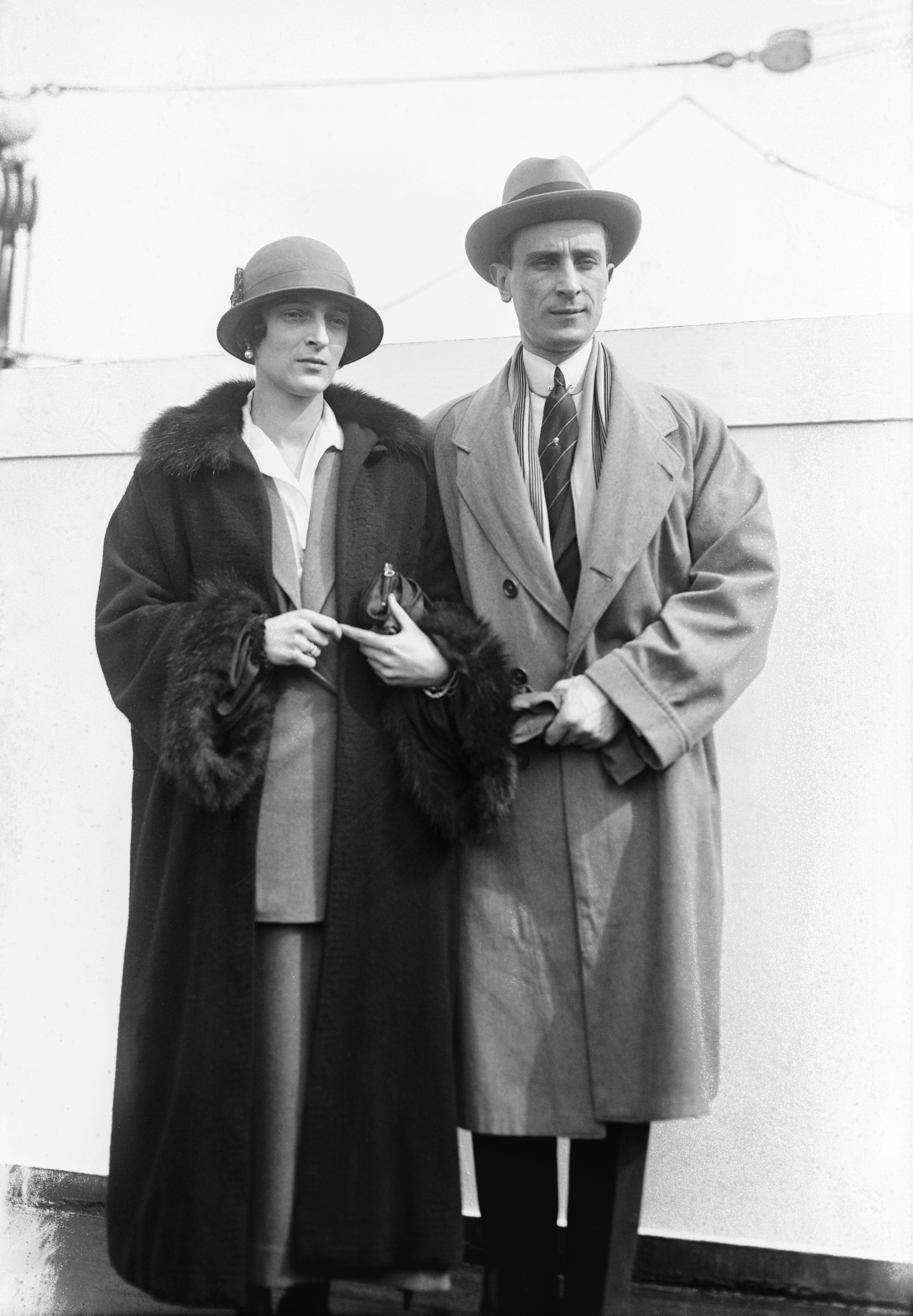
Felix und Irina Jussupow im Exil

Im Jahr 1920 kehrten sie nach Paris zurück und kauften ein Haus an der Rue Gutenberg in Boulogne-Billancourt, wo sie den Großteil ihres Lebens verbrachten. Die Jussupows gründeten eine kurzlebige Schneiderei namens Irfé, benannt nach den ersten beiden Buchstaben der Namen Irina und Felix. Irina modelte mit einigen Kleidern des Paares und anderer Designer. Die Jussupows wurden in der russischen Emigranten-Community bekannt für ihre finanzielle Großzügigkeit. Diese Philanthropie, anhaltend hohe Lebenshaltungskosten und schlechtes Finanzmanagement vernichteten, was vom Besitz der Familie noch übrig geblieben war. Ihre Tochter wurde weitestgehend von den Großeltern väterlicherseits großgezogen, bis sie neun Jahre alt war und wurde sehr von ihnen verwöhnt. Ihre instabile Erziehung ließ sie laut Felix „launisch“ werden. Felix und Irina, selbst von Kindermädchen großgezogen, waren wenig geeignet, um Tag für Tag die Lasten der Kindererziehung zu übernehmen. Irina, das einzige Kind, liebte ihren Vater, hatte aber eine distanzierte Beziehung zu ihrer Mutter.
Später lebte die Familie von den Schadensersatzzahlungen, die das Filmstudio MGM an die Prinzessin zahlte. Die Prinzessin konnte erfolgreich vortragen, dass die Darstellung einer fiktiven Figur im Film Rasputin: Der Dämon Rußlands aus dem Jahr 1932 ein falsches Bild auf ihre Person werfen würde. In dem Film vergewaltigt Rasputin die einzige Nichte des Zaren, die hier den Namen „Prinzessin Natascha“ trägt. Im Jahr 1934 einigten sich die Jussupows schließlich außergerichtlich mit dem Studio, nachdem das Studio bereits vorher in England auf die Zahlung von Schadensersatz verurteilt worden war. 1965 verklagte Jussupow auch Columbia Broadcasting System vor einem New Yorker Gericht wegen einer Verfilmung der Ermordung Rasputins. Der Anspruch war, dass einige Szenen fiktional waren, und dass aufgrund New Yorker Gesetze Felix die kommerziellen Rechte an seiner Geschichte unterschlagen worden waren. Felix schrieb seine Memoiren und wurde sowohl gefeiert als auch verachtet als der Mann, der Rasputin ermordet hatte. Für den Rest seines Lebens wurde Jussupow von Rasputins Mord verfolgt und litt unter Albträumen. Allerdings hatte er auch einen Ruf als Wunderheiler.
Irina und Felix blieben einander eng verbunden, führten mehr als 50 Jahre eine glückliche und erfolgreiche Ehe. Als Felix im Jahr 1967 starb, trauerte Irina tief und starb selbst drei Jahre später. Sie wurde auf dem Russischen Friedhof von Sainte-Geneviève-des-Bois an der Seite ihres Mannes beigesetzt.

## DNA und Nachkommen
Als Verwandte mütterlicherseits von Nikolaus II. von Russland sind Irina und alle ihre Nachkommen in weiblicher Linie Mitglieder der mitochondrialen Haplogruppe T. Eine DNA-Probe von Irinas Enkelin Xenija Scheremetewa-Sfiris wurde verwendet, um die Überreste von Zar Nikolaus II. zu identifizieren, nachdem diese im Jahr 1991 exhumiert worden waren.
Nachkommen von Irina und Felix sind:
- Prinzessin Irina Felixowna Jussupowa, (* 21. März 1915 in Sankt Petersburg; † 30. August 1983 in Cormeilles, Frankreich); ⚭ Graf Nikolai Dmitrijewitch Scheremetew (* 28. Oktober 1904 in Moskau; † 5. Februar 1979 in Paris), Sohn des Grafen Dmitri Sergejewitsch Scheremetew und Frau Gräfin Irina Illarionowna Woronzowa-Daschkowa und ein Nachkomme von Boris Petrowitsch Scheremetew; Nachkommen:
  - Gräfin Xenija Nikolajewna Scheremetewa-Sfiris (* 1. März 1942 in Rom); ⚭ am 20. Juni 1965 in Athen Ilias Sfiris (* 20. August 1932 in Athen, Griechenland); Nachkommen:
    - Tatiana Sfiris (* 28. August 1968 in Athen); ⚭I. im Mai 1996 in Athen Alexis Giannakoupoulos (* 1963), geschieden, keine Nachkommen; ⚭II. Antoni Vamvakidis; Nachkommen:
      - Marilia Vamvakidis (* 17. Juli 2004)
      - Giasmin Xenia Vamvakidis (* 7. Mai 2006)[40]